# Un giorno speciale
Un giorno speciale è un film del 2012 diretto da Francesca Comencini. 
Il film, con protagonisti Giulia Valentini e Filippo Scicchitano, è stato distribuito nelle sale italiane il 4 ottobre 2012, dopo essere stato presentato alla 69ª Mostra internazionale d'arte cinematografica di Venezia.

## Trama
Gina è una giovane e attraente ragazza della periferia romana con un sogno nel cassetto, diventare attrice. La madre riesce a convincerla a incontrare un onorevole che, sostiene, potrebbe aiutarla ad aver successo nel mondo dello spettacolo. Di prima mattina Gina si prepara per l'incontro: vestito elegante e costoso, gioielli e scarpe con il tacco. Ad attenderla c'è una lussuosa auto blu con tanto di autista, Marco, un giovane suo coetaneo al primo giorno di lavoro. I due partono, destinazione Roma centro, in un clima di freddezza e diffidenza.
I troppi impegni dell'onorevole costringono però i due a trascorrere l'intera giornata insieme, in piena libertà. Una partita a bowling, una passeggiata in campagna, un pranzo in un ristorante chic (pagato) e una lunga camminata per le strade del centro consentono ai due ragazzi di conoscersi e di scoprirsi attratti reciprocamente. L'incontro con l'onorevole, però, sembra rovinare tutto, ma Marco non si arrende e dimostra di sapersi ribellare alle bassezze e alle meschinità della vita.